# Jan Všembera z Boskovic
Jan Všembera z Boskovic (jinde uváděný jako Jan Šembera z Boskovic na Brandýse, před rokem 1395 - 1447?) byl moravský šlechtic pocházející z rodu pánů z Boskovic.

## Život
Jeho otcem byl Tas z Boskovic na Brandýse. Jan Všembera se poprvé uvádí v roce 1395. Po smrti svého otce se ujal správy panství Brandýs nad Orlicí.
V letech 1416 až 1418 se uvádí jako účastník moravských zemských sněmů. Jan Všembera na rozdíl od svých příbuzných z rodu Boskoviců stál po upálení Jana Husa na straně Zikmunda Lucemburského a stál při něm i po vypuknutí husitské revoluce. Účastnil se bitvy na Vítkově a poté byl ustanovený jako velitel posádky na Vyšehradu. Zde se dostal na podzim roku 1420 do obtížné situace, kdy posádka trpěla hladem a žádala Zikmunda o zásoby. Osádka byla nucena vyjednávat se zástupci Pražanů a bylo dohodnuto, že v případě, že do konce října nebudou mít potraviny, Vyšehrad se vzdá. Bitva pod Vyšehradem začala 1. listopadu 1420 v době, kdy tyto dohodnuté podmínky vešly v platnost. Po bitvě se vyšehradská osádka husitům čestně vzdala a ti dodrželi slovo a její členy propustili na svobodu.
Následně se Jan Všembera z písemných pramenů vytrácí. V roce 1438 byly v zemských deskách uskutečněny jisté majetkové transakce, které by mohly napovídat, že v tomto roce Jan Všembera zemřel. Jiná literatura uvádí, že byl zemřelý v roce 1447.
Jan Všembera měl za ženu Elišku, dceru Erharta z Kunštátu, se kterou však neměl děti.